# Philippsreuter Wald
Der Philippsreuter Wald ist ein gemeindefreies Gebiet im niederbayerischen Landkreis Freyung-Grafenau in Bayern.
Der 3,01 km² große Staatsforst liegt an der Grenze zu Tschechien. Auf bayerischer Seite grenzt es an Haidmühle, Leopoldsreuter Wald und dem namensgebenden Philippsreut. Im Gebiet befindet sich eine Enklave, die zum Gemeindegebiet von Philippsreut gehört.
Er ist Bestandteil des Naturparks Bayerischer Wald und des Landschaftsschutzgebietes LSG Bayerischer Wald. Kleine Teile des Gebietes gehören zum Fauna-Flora-Habitat-Gebiet Bischofsreuter Waldhufen.